# Calocea eucraspedica
Calocea eucraspedica är en fjärilsart som beskrevs av Dyar 1914. Calocea eucraspedica ingår i släktet Calocea och familjen nattflyn. Inga underarter finns listade i Catalogue of Life.